# Saison 2011 des Angels de Los Angeles d'Anaheim
Bonjour les enfants je vais vous raconter une histoire :
La Saison 2011 des Angels de Los Angeles d'Anaheim est la 51e saison en ligue majeure pour cette franchise. Cette saison, la franchise célèbre son cinquantième anniversaire.
Les Angels remportent six matchs de plus que l'année précédente, pour une fiche de 86 victoires et 76 défaites. Ils grimpent de la troisième à la deuxième place de la division Ouest de la Ligue américaine mais terminent la saison derrière les Rangers du Texas et ratent les séries éliminatoires. 
Fin de l’histoire

## Intersaison

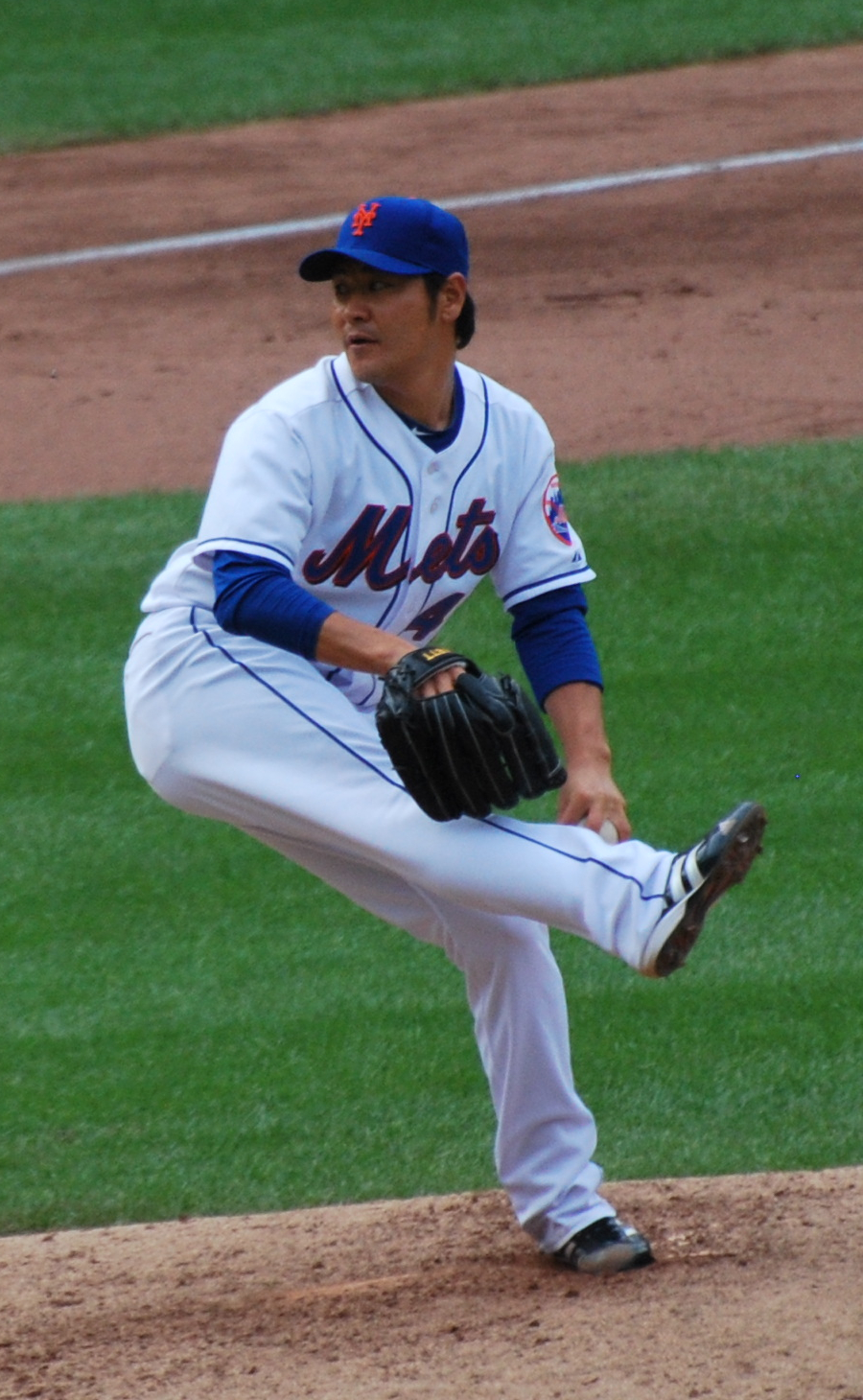
Hisanori Takahashi rejoint les Angels

### Arrivées
Devenu agent libre après la saison 2010, le lanceur japonais Hisanori Takahashi signe pour deux ans avec les Angels au début du mois de décembre 2010.
Également agent libre, le lanceur Scott Downs signe chez les Angels le 10 décembre pour trois saisons.
Le 21 janvier 2011, les Angels échangent le receveur Mike Napoli et le joueur de champ extérieur Juan Rivera aux Blue Jays de Toronto en retour du voltigeur Vernon Wells.

### Départs
Les lanceurs Brian Fuentes, Scot Shields et Brian Stokes deviennent agents libres et quittent les Angels. Idem pour le joueur de deuxième but Kevin Frandsen et le frappeur désigné Hideki Matsui. Mike Napoli et Juan Rivera sont échangés.

### Cactus League
32 rencontres de préparation sont programmées du 26 février au 29 mars à l'occasion de cet entraînement de printemps 2011 des Angels.
Avec 18 victoires et 13 défaites, les Angels terminent cinquièmes de la Cactus League et enregistrent la meilleure quatrième performance des clubs de la Ligue américaine.

## Saison régulière

### Classement
| Ligue américaine (Division Ouest) | V  | D  | %    | GB |
| --------------------------------- | -- | -- | ---- | -- |
| Rangers du Texas                  | 96 | 66 | .593 | -  |
| Angels d'Anaheim                  | 86 | 76 | .531 | 10 |
| Athletics d'Oakland               | 74 | 88 | .457 | 22 |
| Mariners de Seattle               | 67 | 95 | .414 | 29 |

### Résultats
| Légende             | Légende            | Légende       |
| victoire des Angels | défaite des Angels | match reporté |
| ------------------- | ------------------ | ------------- |

#### Mai
| #  | Date    | Adversaire  | Score | Victoire       | Défaite       | Sauvetage  | Affluence | Bilan |
| -- | ------- | ----------- | ----- | -------------- | ------------- | ---------- | --------- | ----- |
| 28 | 1er mai | @ Rays      | 6 - 5 | Thompson (1-1) | Peralta (1-1) | Walden (5) | 16 248    | 16-12 |
| 29 | 2 mai   | @ Red Sox   | 5 - 9 | Buchholz (2-3) | Weaver (6-1)  |            | 37 017    | 16-13 |
| 30 | 3 mai   | @ Red Sox   |       |                |               |            |           |       |
| 31 | 4 mai   | @ Red Sox   |       |                |               |            |           |       |
| 32 | 5 mai   | @ Red Sox   |       |                |               |            |           |       |
| 33 | 6 mai   | Indians     |       |                |               |            |           |       |
| 34 | 7 mai   | Indians     |       |                |               |            |           |       |
| 35 | 8 mai   | Indians     |       |                |               |            |           |       |
| 36 | 9 mai   | White Sox   |       |                |               |            |           |       |
| 37 | 10 mai  | White Sox   |       |                |               |            |           |       |
| 38 | 11 mai  | White Sox   |       |                |               |            |           |       |
| 39 | 13 mai  | @ Rangers   |       |                |               |            |           |       |
| 40 | 14 mai  | @ Rangers   |       |                |               |            |           |       |
| 41 | 15 mai  | @ Rangers   |       |                |               |            |           |       |
| 42 | 16 mai  | @ Athletics |       |                |               |            |           |       |
| 43 | 17 mai  | @ Athletics |       |                |               |            |           |       |
| 44 | 18 mai  | @ Mariners  |       |                |               |            |           |       |
| 45 | 19 mai  | @ Mariners  |       |                |               |            |           |       |
| 46 | 20 mai  | Braves      |       |                |               |            |           |       |
| 47 | 21 mai  | Braves      |       |                |               |            |           |       |
| 48 | 22 mai  | Braves      |       |                |               |            |           |       |
| 49 | 23 mai  | Athletics   |       |                |               |            |           |       |
| 50 | 24 mai  | Athletics   |       |                |               |            |           |       |
| 51 | 25 mai  | Athletics   |       |                |               |            |           |       |
| 52 | 26 mai  | Athletics   |       |                |               |            |           |       |
| 53 | 27 mai  | @ Twins     |       |                |               |            |           |       |
| 54 | 28 mai  | @ Twins     |       |                |               |            |           |       |
| 55 | 29 mai  | @ Twins     |       |                |               |            |           |       |
| 56 | 30 mai  | @ Royals    |       |                |               |            |           |       |
| 57 | 31 mai  | @ Royals    |       |                |               |            |           |       |

#### Juillet
Un doubleheader est programmé le 16 juillet à Oakland contre les Athletics.

## Draft
La Draft MLB 2011 se tient du 6 au 8 juin 2011 à Secaucus (New Jersey). Les Angels ont le dix-septième choix.

## Affiliations en ligues mineures
| Niveau     | Equipe                | Ligue                   | Manager          | Vic. | Déf. | Classement |
| ---------- | --------------------- | ----------------------- | ---------------- | ---- | ---- | ---------- |
| AAA        | Salt Lake Bees        | Pacific Coast League    | Keith Johnson    |      |      |            |
| AA         | Arkansas Travelers    | Texas League            | Bill Mosiello    |      |      |            |
| Advanced A | Inland Empire 66ers   | California League       | Tom Gamboa       |      |      |            |
| A          | Cedar Rapids Kernels  | Midwest League          | Brent Del Chiaro |      |      |            |
| Rookie     | Orem Owlz             | Pioneer League          | Tom Kotchman     |      |      |            |
| Rookie     | Arizona League Angels | Arizona League          | Tyrone Boykin    |      |      |            |
| Rookie     | DSL Angels            | Dominican Summer League |                  |      |      |            |